# Prostitution in den Vereinigten Staaten

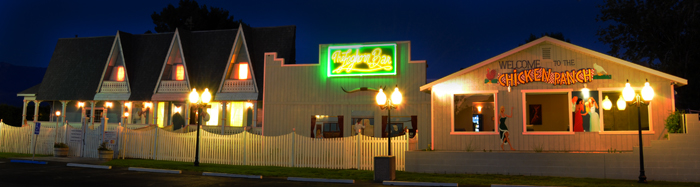
Chicken Ranch in Pahrump, Nevada, 2013

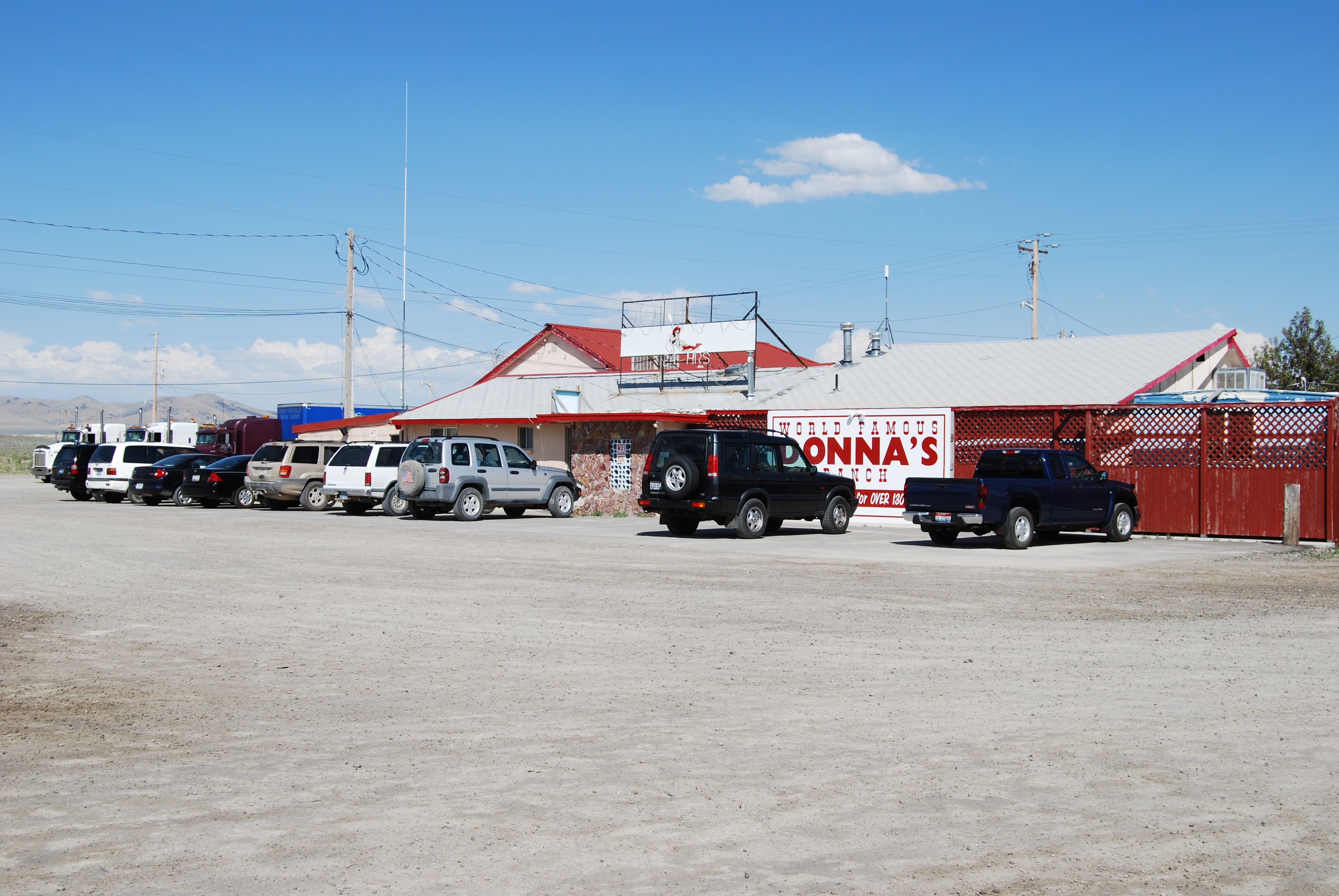
Bordell Donna's Ranch in Wells, Nevada, 2007

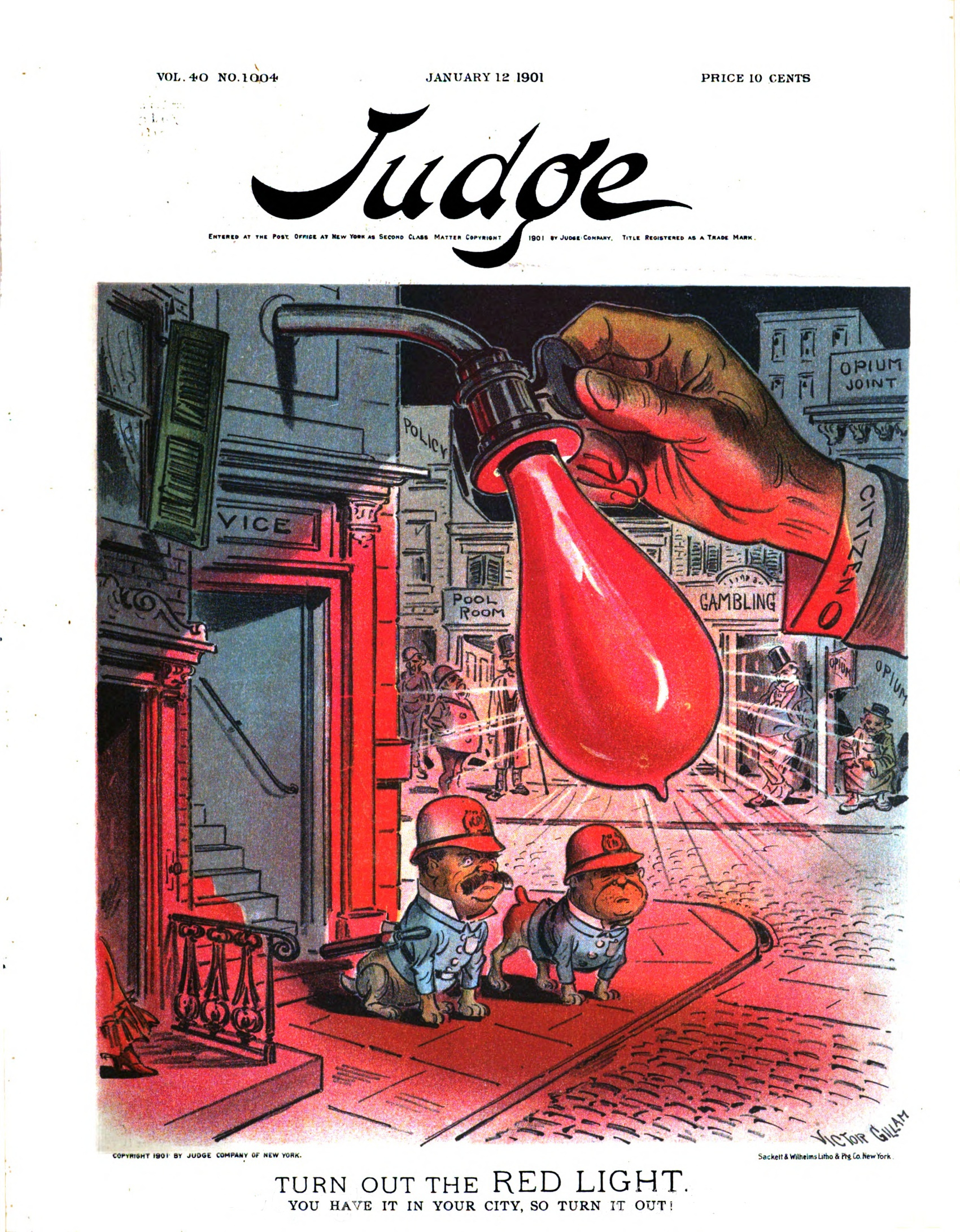
Illustration aus dem Judge Magazine; Kampagne gegen Rotlichtviertel von 1901

Die Prostitution in den Vereinigten Staaten ist mit Ausnahme von Nevada durchweg als moralisches Vergehen strafbar. Bestraft werden in allen sonstigen Bundesstaaten der USA alle Personen, die am Tausch von Sex gegen Geld beteiligt sind, also die Prostituierten, ihre Kunden, aber auch Vermittler, Vermieter von Arbeitsräumen und seit Sesta/Fosta auch Anbieter von Online-Plattformen, die ihre Plattform für Anzeigen zur Verfügung stellen. Die gesetzlichen Vorschriften und deren praktische Ausführung unterscheiden sich von Bundesstaat zu Bundesstaat, bisweilen sogar von Kommune zu Kommune. Teilweise wird Prostitution daher mehr oder weniger geduldet, teilweise streng verfolgt. Die Geschichte der Prostitution in den USA ist eine Geschichte der zunehmenden Kriminalisierung und Ausgrenzung (vgl. auch Mann Act).

## Geschichte
Der in Washington am 3. März 1875 verabschiedete Page Act verbot, dass Frauen zum Zwecke der Prostitution in die USA einreisen. So war aus den Unterlagen des US-Zensus aus dem Jahre 1870 unter anderem hervorgegangen, dass 61 Prozent der 3.536 kalifornischen Chinesinnen Prostituierte waren. Häufig aber stuften die Beamten der Einreisebehörde aber auch solche Frauen als Prostituierte ein, die tatsächlich keine waren.
Zu den modernen Bekämpfungsmethoden gehören auch Kurse für ertappte Freier, die im Rahmen des „First Offender Prostitution Program“ durchgeführt werden.

## Formen
Trotz der Verbote sind heute vom Straßenstrich bis zu exklusiven Callgirls viele Formen vertreten. Letztere werden insbesondere von Agenturen an Kunden vermittelt, die vorgeben einen reinen Escort-Dienst ohne sexuelle Kontakte zu betreiben.

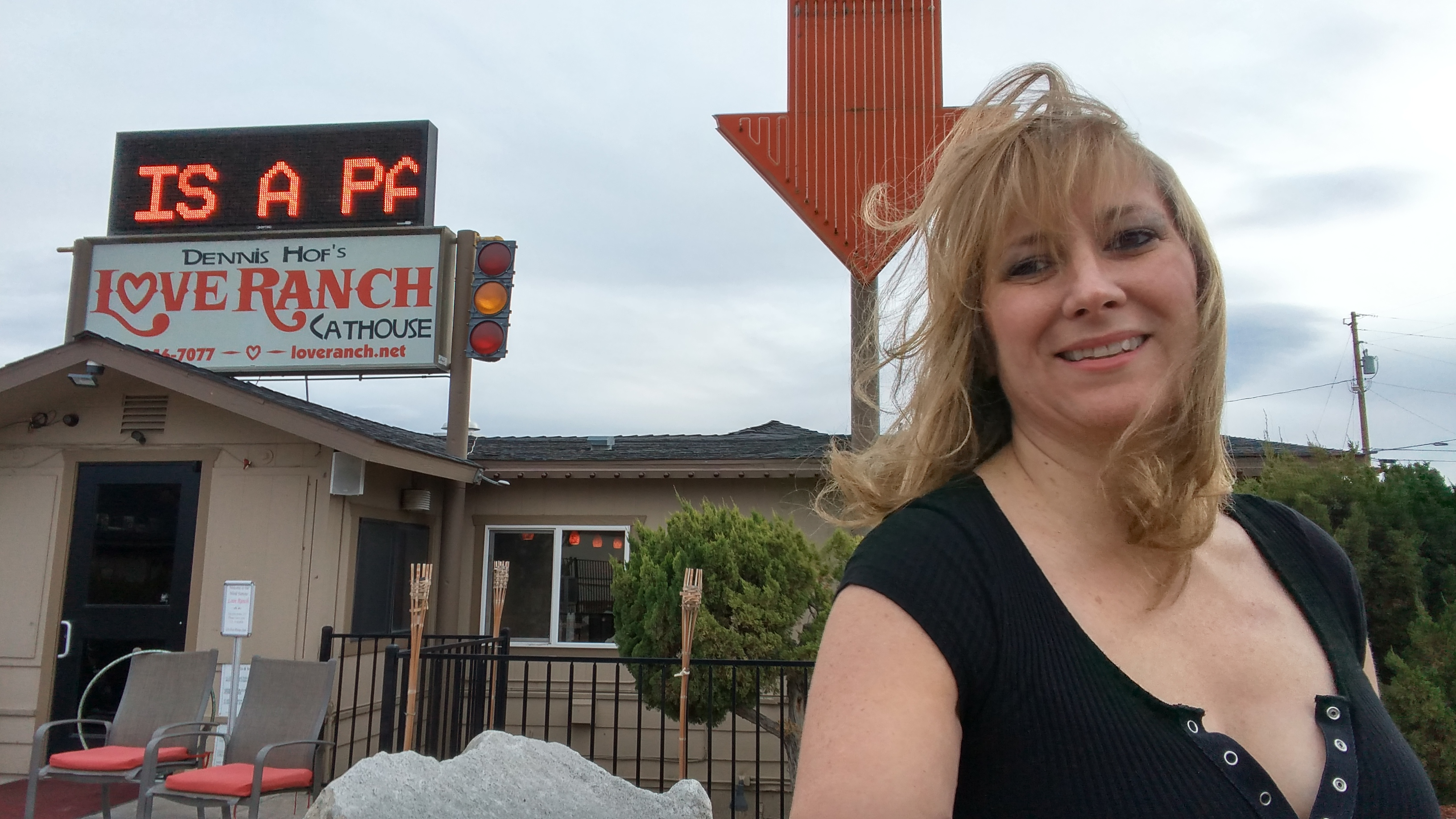
Love Ranch North, Nevada, Arbeitsplatz von Catrina C.

Im Jahre 2014 wurde erstmals eine amtliche Studie zur Ökonomie von Prostitution, Drogen und Waffen veröffentlicht, die Aussagen über Art und Umfang der illegalen Geschäfte in acht Metropolen macht. Die Ergebnisse lassen auf große regionale Unterschiede schließen, so dass sich kein einheitliches Bild der Prostitution in den USA ergibt. Eine Untersuchung aus 2015 zeigt, dass selbst minderjährige Prostituierte eher kriminalisiert als geschützt werden.

## Situation nach Bundesstaaten

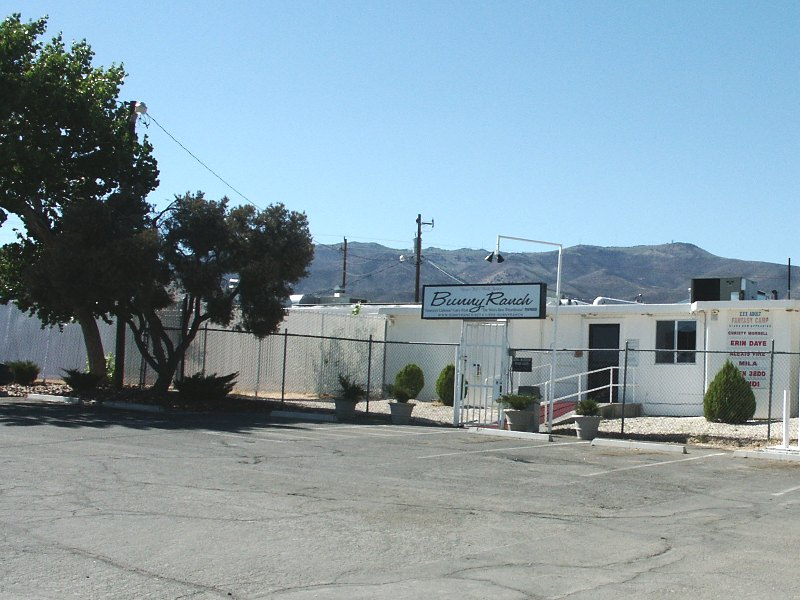
Außenansicht der Moonlite BunnyRanch, Nevada

### Nevada
Nevada ist der einzige US-Bundesstaat, in dem Prostitution (in einigen Counties) legal ist. Dort sind in elf von 17 Counties (Churchill County, Elko County, Esmeralda County, Humboldt County, Lander County, Lyon County, Mineral County, Nye County, Pershing County, Storey County, White Pine County) Bordelle gestattet. Die Countys, in denen die großen Städte Las Vegas, Reno und Carson City liegen, gehören allerdings nicht dazu. Besonders bekannt für ihre legalen Etablissements ist die Stadt Pahrump im Nye County, die etwa 80 Kilometer westlich von Las Vegas liegt und von vielen Las Vegas-Touristen besucht wird. Vor und in den Spielcasinos und Hotels in Las Vegas und anderen Städten bieten jedoch zahlreiche Frauen illegal ihre Dienste an.
Nach Angaben der, nach Regionen unterteilten, "Nevada Bordell-Liste" gab es 2021 insgesamt 19 legal betriebene Bordelle im Bundesstaat.
Eins der Bordelle mit langer Tradition ist dabei die Moonlite BunnyRanch in der Nähe von Carson City, Nevada, die seit den 1970er Jahren besteht und damit wirbt eins der etabliertesten Bordelle der USA zu sein. In Wells befindet sich das amerikanische Bordell, das am längsten von einer Frau, Bella Cummins, geleitet wird.

### New York City
In New York City wurde in den 1970er und 1980er Jahren der Straßenstrich weitgehend geduldet. Der Spielfilm Taxi Driver, mit Jodie Foster in der Rolle einer minderjährigen Prostituierten, bietet ein durchaus wirklichkeitsnahes Bild der Straßenprostitution in dieser Stadt in den 1970er Jahren. Bürgermeister Rudy Giuliani brachte den Strich seit 1994 im Rahmen seiner Nulltoleranzstrategie praktisch zum Erliegen. Eine in den USA beliebte Strategie zum Kampf gegen die Prostitution ist das so genannte denouncing („An-den-Pranger-Stellen“). Dabei werden Namen und Fotos sowohl ertappter Prostituierter als auch ertappter Freier von den lokalen Polizeibehörden zur Abschreckung ins Internet gestellt oder in Zeitungen veröffentlicht.

### Initiativen in Kalifornien
1973 wurde von Margo St. James in San Francisco zur Unterstützung der Prostituierten und Information und Aufklärung der Öffentlichkeit Organisation COYOTE gegründet, die erste ihrer Art in den USA.
2012 hat Norma Jean Almodovar, ehemalige Mitarbeiterin des Los Angeles Police Department, die sich mittlerweile als Autorin und Aktivistin im Bereich der Sexarbeit engagiert, die ISWFACE, International Sex Worker Foundation for Art, Culture and Education (dt. Internationale Vereinigung von Sexarbeiten für Kunst, Kultur und Weiterbildung), gegründet. Neben der Öffentlichkeitsarbeit stellt die ISWFACE auch Informationen zur Verfügung und bietet diverse Broschüren zum kostenlosen Download an.

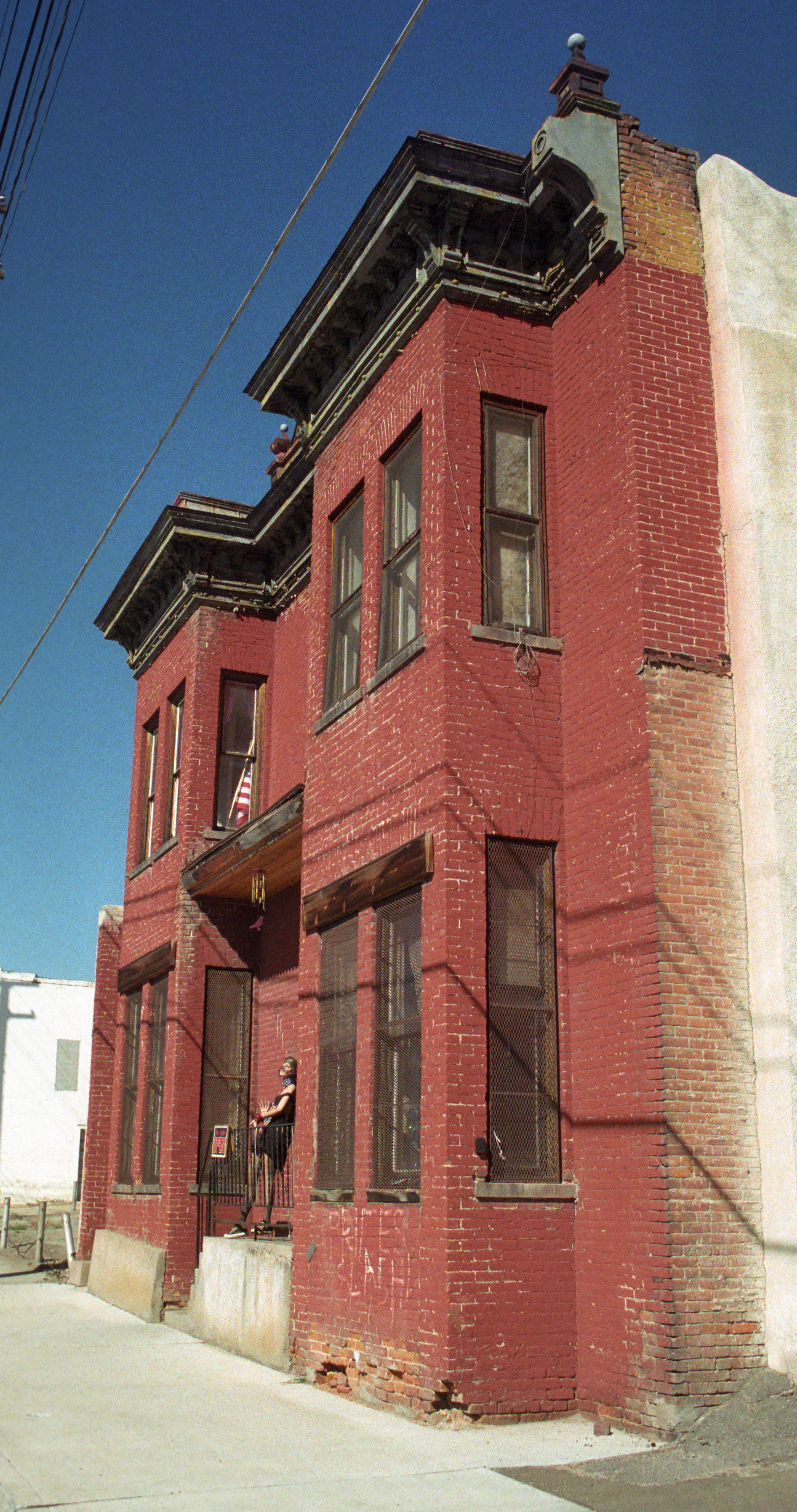
Dumas Brothel im Bundesstaat Montana

### Ehemalige Bordelle

#### Montana: DasDumas Brothel
Das Dumas Brothel im Bundesstaat Montana, wurde von 1890 bis 1982 als Bordell betrieben, was es zum Bordell mit der längsten Laufzeit in den USA macht. Zwischenzeitlich wurde es zusätzlich als Hotel betrieben und mittlerweile ist das Dumas ein Museum. Die Inhaber bemühen sich den historischen Zustand vollständig wieder herzustellen.

#### Texas: DieChicken Ranch
Die Chicken Ranch war ein illegal betriebenes Bordell in Fayette County, Texas. Es war von 1905 bis 1973 in Betrieb und etwa 4 km von La Grange entfernt.